# Зоммертаг, Вальдемар Станислав
Вальдемар Станислав Зоммертаг (пол. Waldemar Stanisław Sommertag; род. 6 февраля 1968, Венцборк, Польша) — польский прелат и ватиканский дипломат. Титулярный архиепископ Траэктум ад Мосам с 15 февраля 2018. Апостольский нунций в Никарагуа с 15 февраля 2018 по 6 сентября 2022. Апостольский нунций в Гвинее-Бисау, Кабо-Верде, Мавритании и Сенегале с 6 сентября 2022.